# Pleszew
Pleszew est une ville de Pologne, dans la voïvodie de Grande-Pologne, à environ 90 kilomètres au sud-est de Poznań. Elle est le chef-lieu du powiat de Pleszew.

## Histoire
De 1818 à 1919, Pleschen est le chef-lieu de l'arrondissement de Pleschen (de) dans le district de Posen au sein de la province de Posnanie.

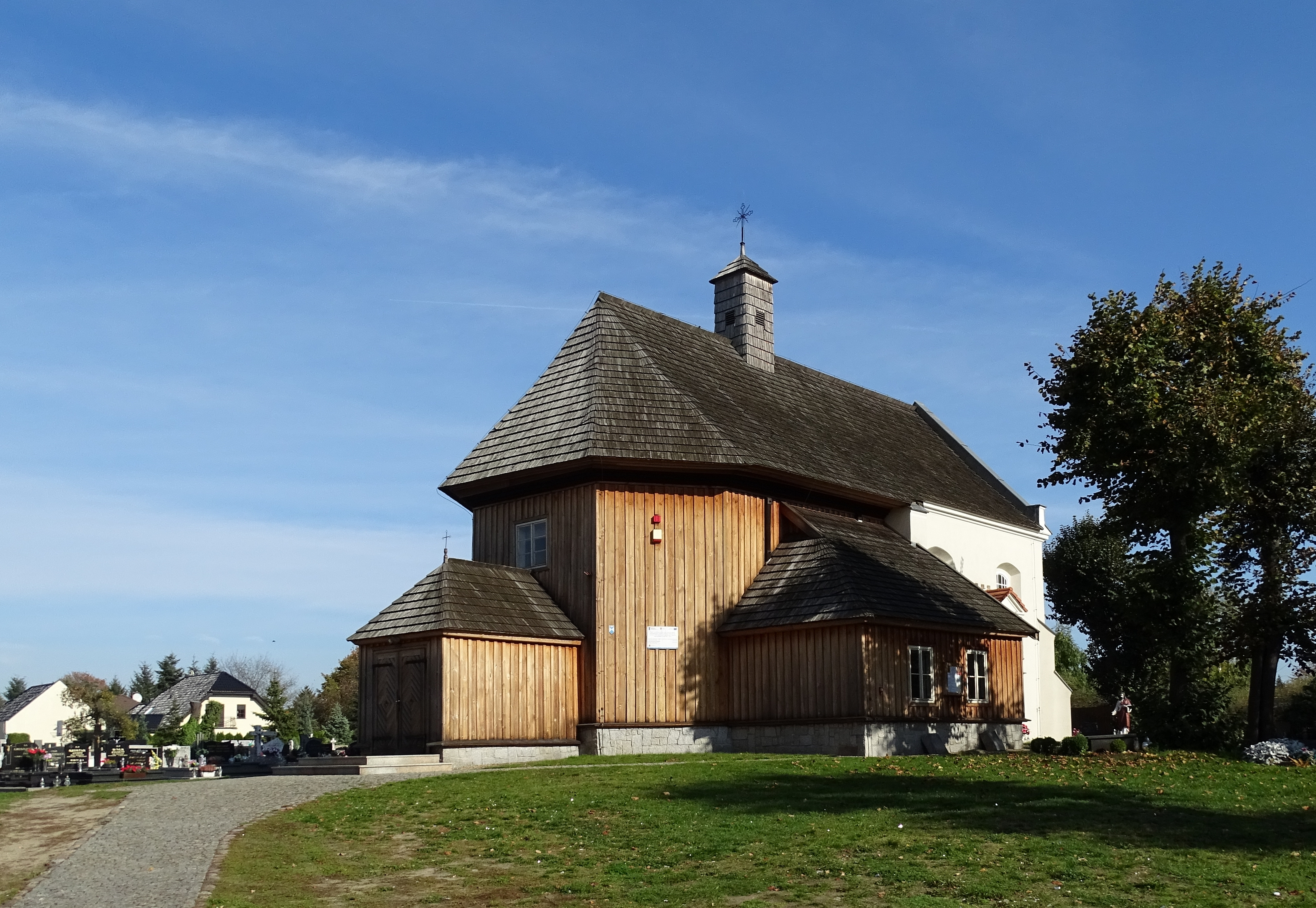
L'église Florian de la fin du XVe siècle.
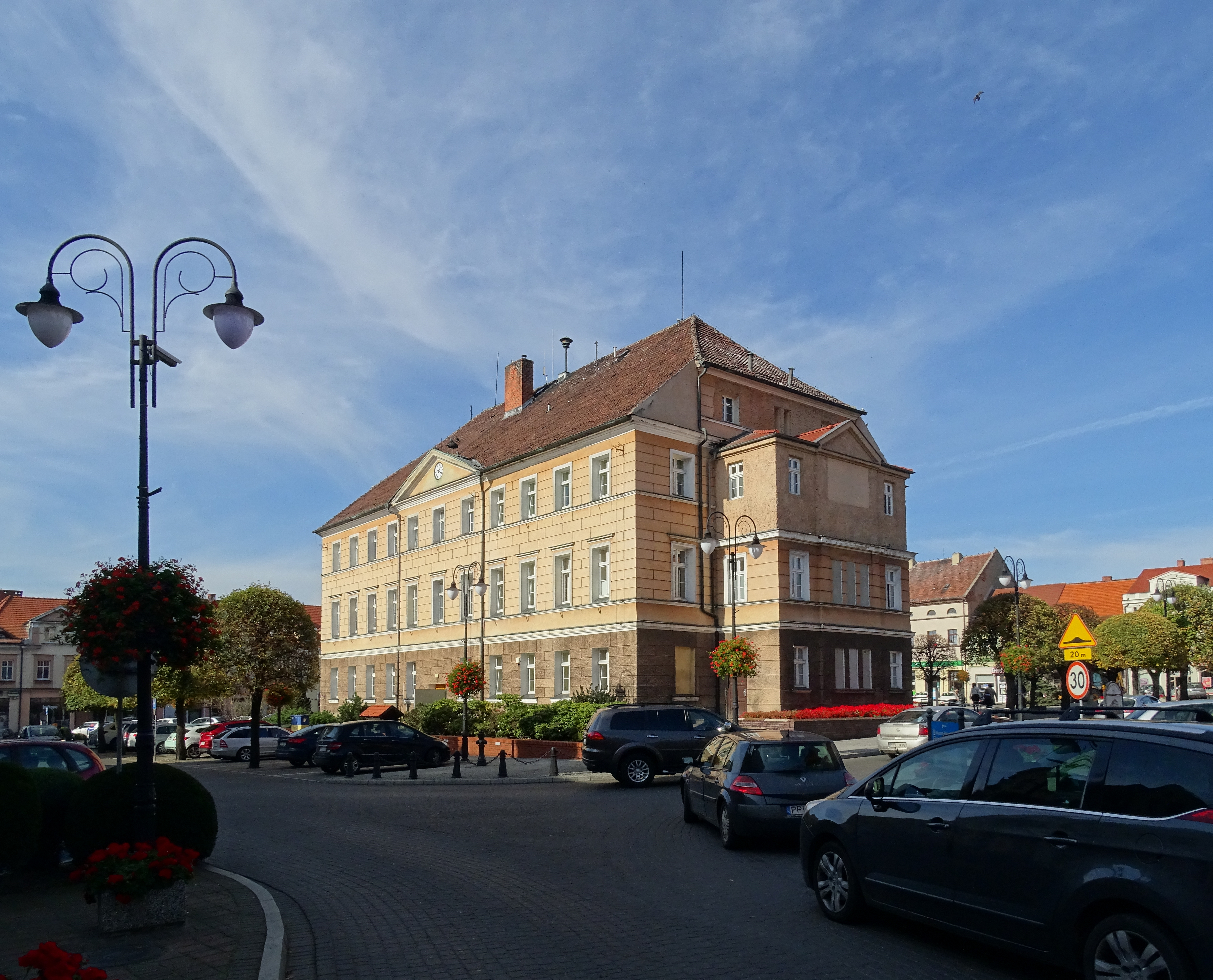
Mairie de 1835.
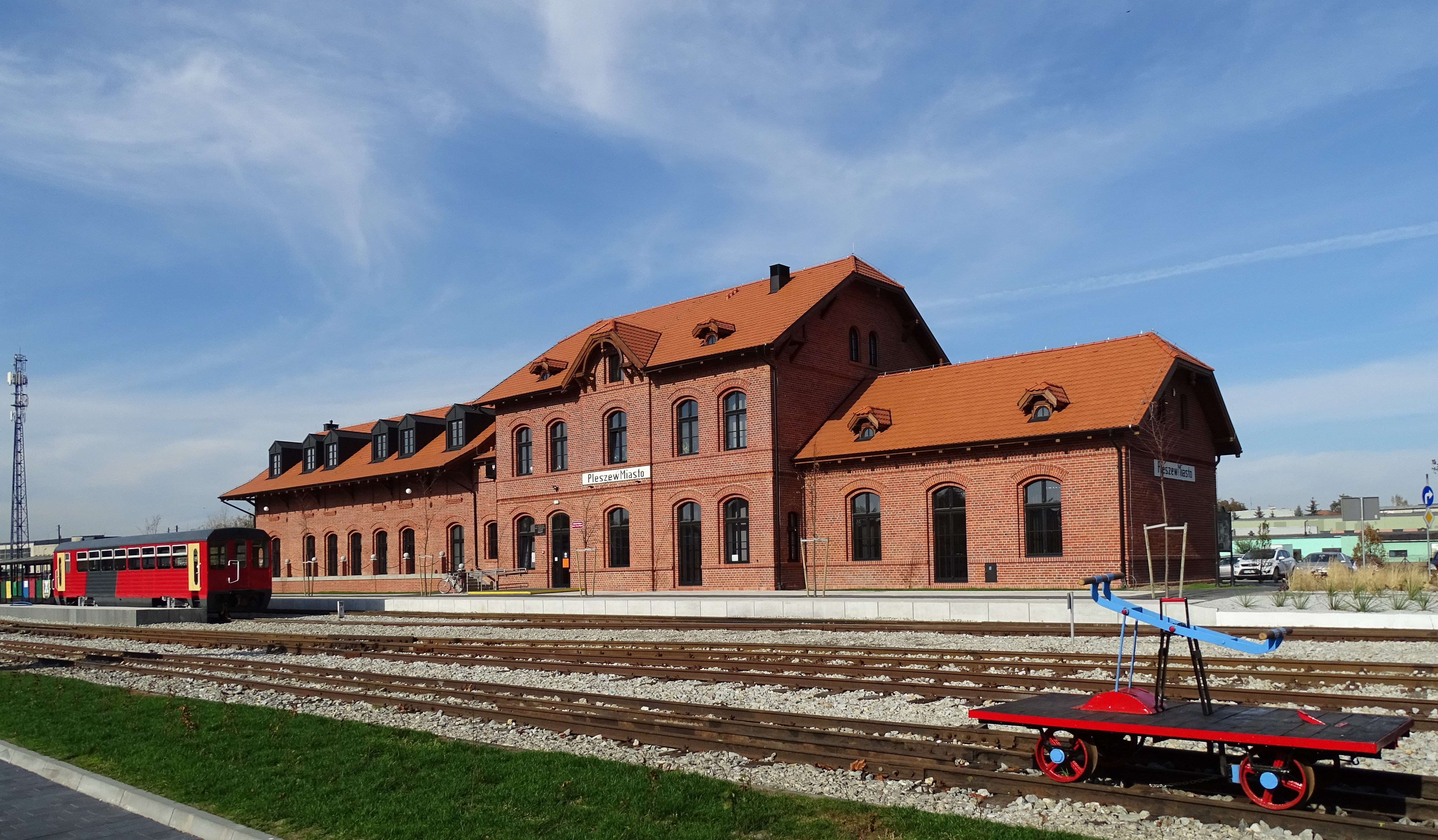
Gare à voie étroite Pleszew de fer à voie étroite datant de 1900.

## Jumelage
- Saint-Pierre-d'Oléron  (France)
- Spangenberg  (Allemagne)
- Morlanwelz  (Belgique)